# Heiden (Lage)
Heiden ist ein Ortsteil der lippischen Stadt Lage in Nordrhein-Westfalen.

## Geschichte

### Ortsname
Heiden wurde um 815 als Hetha erstmals schriftlich erwähnt.
Folgende Schreibweisen sind im Laufe der Jahrhunderte ebenfalls belegt: Hethis (842 bis 870), Hethen (1251), Hedhe[m] (1274), Heden (1279 und 1315), Hedhe (1315), Heidene (1317), Heyden (1399), Heydenn (1507, im Landschatzregister), Hedenn (1535, im Landschatzregister), Heeden (1589/90, im Landschatzregister), Heiden (1589/90, im Landschatzregister), Heidenn (1614/15 in den Salbüchern), Heyden (1706) sowie Heijden (um 1758).

### 20. Jahrhundert
Bis zur Eingemeindung nach Lage am 1. Januar 1970 war Heiden eine selbstständige Gemeinde.

## Religion

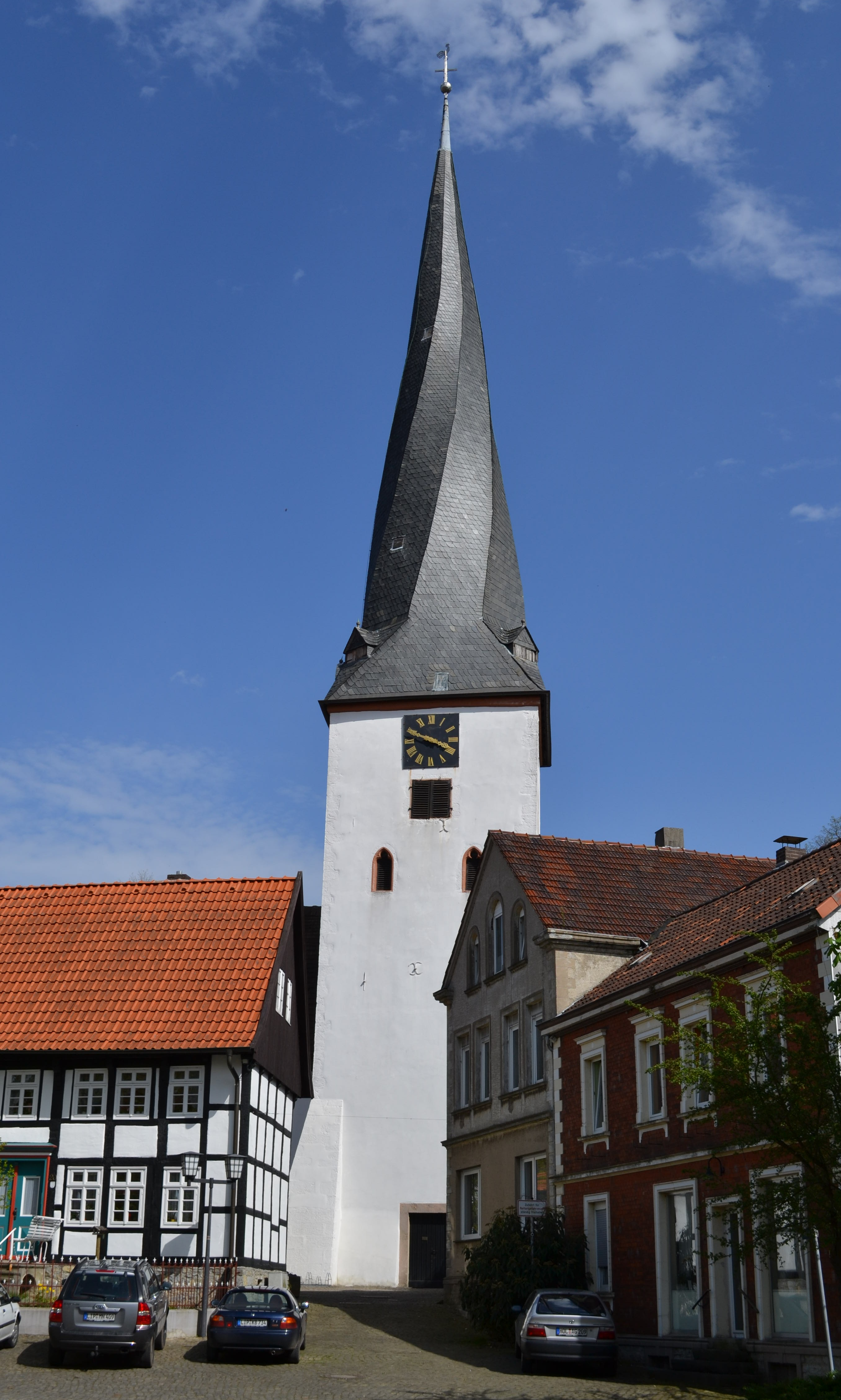
Heidener Kirche mit Turm aus dem 11./12. Jahrhundert

In Heiden existiert eine evangelisch-reformierte Kirchengemeinde. Das Kirchengebäude ist denkmalgeschützt und ortsbildprägend.

## Musik
Die Freiwillige Feuerwehr der Stadt Lage unterhält in Heiden einen Feuerwehrmusikzug.

## Sport
Seit 1901 existiert der Turn- und Rasensportverein in Heiden. Er bietet Fußball, Leichtathletik, Turnen und Volleyball an.

## Öffentliche Einrichtungen
Die Freibadinitiative Heiden unterhält ein Freibad im Lagenser Ortsteil. 

## Persönlichkeiten
- Der evangelische Geistliche, Generalsuperintendent der Lippischen Landeskirche und Autor Ludwig Friedrich August von Cölln (1753–1804) wurde in Heiden geboren.
- Aus Heiden stammt der Ingenieur Hermann Sturhahn. Als Pfleger zog er 1912/13 für das Deutsche Rote Kreuz nach Konstantinopel.[3][4] 1913 veröffentlichte er die Geschichte seiner Lipper Familie.[5]
- Der NSDAP-Gauleiter von Oberschlesien Fritz Bracht (1899–1945) wurde in Heiden geboren.